# Плазмид
Плазмиди су мали прстенасти(или линеарни) молекули ДНК бактерије и неких еукариота(нпр. пивски квасац) који се налазе изван хромозома и репликују се независно од њега. Открио их је амерички микробиолог Џошуа Ледерберг 1952. године. Величина плазмидске ДНК је најчешће од 1-400 кб.
Најзначајнији за човека су тзв. R-плазмиди који садрже гене чији протеински продукти бактерији омогућавају развој отпорности(резистенције)на антибиотике, као и неке тешке метале. Заштиту од антибиотика плазмиди обављају тако што:
- спречавају да антибиотици продру у бактерију или
- се у самој бактерији синтетишу ензими који разлажу антибиотике.

Плазмиди се могу преносити из једне бактерије у другу како исте тако и различитих врста. Преношење плазмида може се обављати:
- конјугацијом која се врши код Грам-негативних бактерија;
- трансдукцијом код Грам-позитивних бактерија.

Постоје и Col-плазмиди који поседују гене чији протеински продукти имају токсично дејство и уништавају друге бактерије. Гени неких плазмида кодирају и факторе вируленције. Осим ових плазмида, неки плазмиди поседују и гене чији протеински продукти не остварују видљиве функције, па се називају криптични плазмиди.
Већина плазмида су кружни дволанчани молекули ДНК, али линеарне плазмиде срећемо и код грам-позитивних и код грам-негативних бактерија.Крајеви линеарних плазмида поседују инвертоване поновљене секвенце са местима везивања протеина који ове молекуле штите од дејства нуклеаза.
Поред природних плазмида, постоје и плазмидни вектори. Плазмидни вектори су in vitro конструисани плазмиди са измењеним карактеристикама и користе се у генетичком инжењерству.